# Benjamin Hübner
Benjamin Hübner (ur. 4 lipca 1989 w Wiesbaden) – niemiecki piłkarz, grający na pozycji obrońcy. 

## Życiorys
Jest wychowankiem SV Wehen Wiesbaden. W 2007 roku dołączył do jego seniorskiego zespołu. W 2. Bundeslidze zagrał po raz pierwszy 18 maja 2008 w wygranym 2:0 meczu z SC Freiburg. 1 lipca 2012 został piłkarzem VfR Aalen. 1 lipca 2014 odszedł do FC Ingolstadt 04. W jego barwach zadebiutował w Bundeslidze – miało to miejsce 15 sierpnia 2015 w wygranym 1:0 spotkaniu z 1. FSV Mainz 05. 1 lipca 2016 podpisał kontrakt z TSG 1899 Hoffenheim.